# Си-Џеј Маколум
Кристијан Џејмс Маколум (енгл. Christian James McCollum; Кантон, Охајо, 19. септембар 1991) амерички је кошаркаш. Игра на позицији бека и плејмејкера, а тренутно наступа за Вашингтон визардсе. Његов старији брат Ерик такође се бави кошарком.

## Успеси

### Појединачни
- Играч НБА који је највише напредовао (1): 2015/16.